# Массімо Вольта
Массімо Вольта (італ. Massimo Volta, нар. 14 травня 1987, Дезенцано-дель-Гарда) — італійський футболіст, захисник клубу «Трієстина».
Виступав, зокрема, за клуби «Сампдорія», «Перуджа» та «Беневенто».

## Ігрова кар'єра
Народився 14 травня 1987 року в місті Дезенцано-дель-Гарда. Вихованець футбольної школи клубу «Карпенедоло». Дорослу футбольну кар'єру розпочав 2005 року в основній команді того ж клубу, в якій провів два сезони, взявши участь у 25 матчах чемпіонату. 
Згодом з 2007 по 2010 рік грав у складі команд «Сампдорія», «Фоліньйо», «Віченца» та «Чезена».
Своєю грою за останню команду знову привернув увагу представників тренерського штабу клубу «Сампдорія», до складу якого повернувся 2010 року. Цього разу відіграв за генуезький клуб наступні два сезони своєї ігрової кар'єри. Більшість часу, проведеного у складі «Сампдорії», був основним гравцем захисту команди.
Протягом 2012—2015 років захищав кольори клубів «Леванте» та «Чезена».
У 2015 році уклав контракт з клубом «Перуджа», у складі якого провів наступні три роки своєї кар'єри гравця.  Граючи у складі «Перуджі» також здебільшого виходив на поле в основному складі команди.
З 2018 року три сезони захищав кольори клубу «Беневенто». 
Протягом 2021 року захищав кольори клубу «Пескара».
До складу клубу «Трієстина» приєднався 2021 року. Станом на 12 травня 2022 року відіграв за трієстський клуб 27 матчів в національному чемпіонаті.

## Статистика виступів

### Статистика клубних виступів
| Сезон                 | Команда               | Чемпіонат             | Чемпіонат | Чемпіонат | Національний кубок | Національний кубок | Національний кубок | Континентальні кубки | Континентальні кубки | Континентальні кубки | Інші змагання | Інші змагання | Інші змагання | Усього | Усього |
| Сезон                 | Команда               | Ліга                  | Ігор      | Голів     | Ліга               | Ігор               | Голів              | Ліга                 | Ігор                 | Голів                | Ліга          | Ігор          | Голів         | Ігор   | Голів  |
| --------------------- | --------------------- | --------------------- | --------- | --------- | ------------------ | ------------------ | ------------------ | -------------------- | -------------------- | -------------------- | ------------- | ------------- | ------------- | ------ | ------ |
| 2006–07               | «Карпенедоло»         | C2                    | 25        | 2         | КІ-C               | 0                  | 0                  | -                    | -                    | -                    | -             | -             | -             | 25     | 2      |
| 2007–08               | «Фоліньйо»            | C1                    | 25+2      | 0         | КІ-C               | 0                  | 0                  | -                    | -                    | -                    | -             | -             | -             | 27     | 0      |
| 2008–09               | «Віченца»             | B                     | 29        | 3         | КІ                 | 0                  | 0                  | -                    | -                    | -                    | -             | -             | -             | 29     | 3      |
| 2009–10               | «Чезена»              | B                     | 38        | 1         | КІ                 | 2                  | 0                  | -                    | -                    | -                    |               | -             | -             | 40     | 1      |
| 2010–11               | «Сампдорія»           | A                     | 25        | 1         | КІ                 | 2                  | 0                  | ЛЧ+ЛЄ                | 2+6                  | 0                    | -             | -             | -             | 35     | 1      |
| 2011–12               | «Сампдорія»           | B                     | 22+1      | 2         | КІ                 | 1                  | 0                  | -                    | -                    | -                    | -             | -             | -             | 24     | 2      |
| Усього за «Сампдорію» | Усього за «Сампдорію» | Усього за «Сампдорію» | 47+1      | 3         |                    | 3                  | 0                  |                      | 8                    | 0                    |               | -             | -             | 59     | 3      |
| 2012-січ. 2013        | «Леванте»             | ПД                    | 0         | 0         | КІ                 | 4                  | 0                  | ЛЄ                   | 0                    | 0                    | -             | -             | -             | 4      | 0      |
| січ.-черв. 2013       | «Чезена»              | B                     | 16        | 0         | КІ                 | 0                  | 0                  | -                    | -                    | -                    | -             | -             | -             | 16     | 0      |
| 2013–14               | «Чезена»              | B                     | 37+4      | 2+1       | КІ                 | 2                  | 0                  | -                    | -                    | -                    | -             | -             | -             | 43     | 3      |
| 2014–15               | «Чезена»              | A                     | 24        | 0         | КІ                 | 1                  | 0                  | -                    | -                    | -                    | -             | -             | -             | 25     | 0      |
| Усього за «Чезену»    | Усього за «Чезену»    | Усього за «Чезену»    | 115+4     | 3+1       |                    | 5                  | 0                  |                      | -                    | -                    |               | -             | -             | 124    | 4      |
| 2015–16               | «Перуджа»             | B                     | 39        | 1         | КІ                 | 1                  | 0                  | -                    | -                    | -                    | -             | -             | -             | 40     | 1      |
| 2016–17               | «Перуджа»             | B                     | 32+2      | 0         | КІ                 | 2                  | 0                  | -                    | -                    | -                    | -             | -             | -             | 36     | 0      |
| 2017–18               | «Перуджа»             | B                     | 36        | 2         | КІ                 | 2                  | 0                  | -                    | -                    | -                    | -             | -             | -             | 38     | 2      |
| Усього за «Перуджу»   | Усього за «Перуджу»   | Усього за «Перуджу»   | 107+2     | 3         |                    | 5                  | 0                  |                      | -                    | -                    |               | -             | -             | 114    | 3      |
| 2018–19               | «Беневенто»           | B                     | 32        | 2         | КІ                 | 3                  | 0                  | -                    | -                    | -                    | -             | -             | -             | 35     | 2      |
| 2019–20               | «Беневенто»           | B                     | 15        | 0         | КІ                 | 0                  | 0                  | -                    | -                    | -                    | -             | -             | -             | 5      | 0      |
| Усього за «Беневенто» | Усього за «Беневенто» | Усього за «Беневенто» | 47        | 2         |                    | 2                  | 0                  |                      | -                    | -                    |               | -             | -             | 49     | 2      |
| 2020–21               | «Пескара»             | B                     | 5         | 0         | КІ                 | 0                  | 0                  | -                    | -                    | -                    | -             | -             | -             | 2      | 0      |
| 2021–22               | «Трієстина»           | C                     | 27+3      | 0         | КІ-C               | 1                  | 0                  | -                    | -                    | -                    | -             | -             | -             | 31     | 0      |
| Усього за кар'єру     | Усього за кар'єру     | Усього за кар'єру     | 427+12    | 17        |                    | 21                 | 0                  |                      | 8                    | 0                    |               | -             | -             | 468    | 17     |